# شی‌ایبا، میازاکی
شی‌ایبا، میازاکی (به لاتین: Shiiba, Miyazaki) یک منطقهٔ مسکونی در ژاپن است که در Higashiusuki District واقع شده‌است. شی‌ایبا ۲٬۹۵۰ نفر جمعیت دارد.